# Templo Israel
Templo Israel es una congregación judía reformista de Memphis, Tennessee, en los Estados Unidos. Es la única sinagoga reformista en Memphis, la congregación judía más antigua y más grande en Tennessee y una de las más grandes congregaciones reformistas en los Estados Unidos. Fue fundada en 1853 por judíos en su mayoría alemanes como Congregación B'nai Israel (en hebreo, "Hijos de Israel"). Conducida inicialmente por cantores, en 1858 se contrató a su primer rabino, Jacob Peres, y alquiló su primer edificio, que se renovó y posteriormente se compró.
Peres fue despedido en 1860 porque abrió una tienda que desarrollaba actividad empresarial los sábados (sabbath). Fue sustituido por Simón Tuska, quien trasladó la congregación de su carácter ortodoxo a las prácticas de reforma. Tuska murió en 1871, y fue sucedido por Max Samfield, bajo cuya dirección la sinagoga fue uno de los miembros fundadores de la Unión para la Reforma del Judaísmo. En 1884, los niños de Israel completaron un nuevo edificio, y la membresía creció rápidamente. Samfield murió en 1915, y fue sucedido por Bill Fineshriber, un partidario abierto del voto femenino y la igualdad de derechos para los afroamericanos. Al año siguiente, la congregación se trasladó a un nuevo edificio, donde la afiliación continuó creciendo. Fineshriber dejó en 1924, y fue sucedido por Harry Ettelson.
La sinagoga experimentado dificultad durante la Gran Depresión, perdiendo numerosos miembros. La escuela de la congregación estaba cerrada, y el personal tenía sus salarios reducidos, pero las condiciones habían mejorado a finales de la década de 1930. En 1943 la sinagoga cambió su nombre al de Templo de Israel, y el número de miembros a finales de 1940 casi se había duplicado desde su punto más bajo en la década de 1930. Ettelson se retiró en 1954, y fue sucedido por Jimmy Wax.
Wax se hizo conocido por su activismo durante la era de los derechos civiles. Aunque algunos miembros -en particular aquellos cuyas familias habían vivido en el sur durante generaciones-, tenían puntos de vista segregacionistas, otros se destacaron en la lucha por los derechos civiles de los negros. Durante el mandato de Wax, la mayoría de los miembros israelitas se fueron a vivir a zonas alejadas de la antigua sinagoga, y en 1976 la congregación construyó su actual edificio, cerca de donde vivían la mayoría de los miembros. Wax se retiró en 1978, y fue sucedido por Harry Danziger, quien trajo a la congregación  las prácticas tradicionales. Se retiró en el 2000, y fue sucedido por Miqueas Greenstein. A partir del 2010, el Templo Israel cuenta con casi 1600 familias. Greenstein es el rabino mayor, y el cantor es John Kaplan.

## Orígenes (1853–1857)
El Templo de Israel fue establecido como la congregación ortodoxa B'nai Israel en 1853 por 36 jefes de familia, y se le concedió una carta de autorización por la legislatura estatal el 2 de marzo de 1854. Se desarrolló a partir de la Sociedad Hebrea de Beneficencia de Memphis, establecida en 1850 por judíos alemanes. La Sociedad de Beneficencia se encargaba del cementerio judío de Memphis, apoyando a los judíos pobres, y llevaba a cabo los servicios de las Fiestas Principales. La congregación fue llevada inicialmente por cantores a tiempo parcial. El primero fue Jonas Levy, quien había sido contratado como cantor y matarife ritual. Levy fue sucedido por H. Judá y luego por J. Stemheimer. Una escuela hebrea también fue creada, dirigida por el propio Stemheimer. En 1857, B'nai Israel contrató como organista a Christopher Philip Winkler, descrito por Tim Sharp (Decano de Bellas Artes de la universidad de Rodas en Memphis) como el "decano de los músicos de Memphis". Nacido en Alemania en 1824, había emigrado a los Estados Unidos a los 16 años, y se trasladó a Memphis en 1854. Allí enseñó música, presentó y compuso obras para los servicios de B'nai Israel. Hacia 1894 había completado más de 850 piezas para la congregación.
En sus primeras décadas, la comunidad hebrea se reunía para orar en varios lugares en el centro de Memphis, cerca de la orilla del río Misisipi. Recibió un legado de 2000 dólares de la herencia del filántropo de Nueva Orleans Judá Touro, y lo utilizó para comprar un terreno en la segunda calle, pero no se sentía económicamente lo suficientemente seguro como para construir una sinagoga, y, finalmente, vendió la propiedad. La congregación sostuvo a cambio servicios en hogares de los miembros en 1853, y posteriormente (hasta 1857) alquiló varios locales en la calle Front. Los fondos de Touro finalmente permitieron a los miembros arrendar el edificio a los agricultores y al Banco Mercantil en calles principales. En 1857 convirtieron el edificio  en una sinagoga. Los fondos para la renovación fueron elevados por dos comités; uno solicitó donaciones de "todos los hijos de Israel en esta ciudad", mientras que la tarea del otro era "recibir las suscripciones de los gentiles". Se sacaron fondos adicionales mediante la venta de asientos reservados para los miembros en el nuevo santuario. Una subasta se realizó el 18 de marzo de 1858, en la que 50 asientos de los hombres se vendieron por 343 dólares, y los 44 asientos de mujeres por 158. El nuevo templo tenía asientos para 150 hombres y 50 mujeres aproximadamente. En 1860, la congregación obtuvo un préstamo para comprar la propiedad, y en 1865, poseía el edificio y estaba libre de deudas. El 2 de marzo de 2007, 153 años después del día en que la congregación recibió su carta del estado de Tennessee, se erigió una placa conmemorativa por la Comisión Histórica del Condado de Shelby, la Sociedad Americana para la preservación histórica judía, y el templo Israelita, en la esquina donde la sinagoga se había alzado. Se describe el edificio como la "Primera Casa Permanente de culto judío en Tennessee".
La pertenencia a la B'nai Israelita fue restringida a los hombres, y la asistencia a las reuniones trimestrales (al menos) era obligatoria. Los hombres que no acudían a una reunión sin una excusa razonable eran multados. Los miembros también instituyeron normas destinadas a proteger la imagen de la pequeña congregación judía ante los ojos de la comunidad cristiana, mucho más grande. Los nuevos miembros tenían que ser aprobados mediante una votación secreta, y los antiguos miembros podían vetar a los candidatos. Un miembro también podía ser suspendido o expulsado si actuaba con un comportamiento inapropiado.
B'nai Israelita era la única congregación judía en Memphis, y los miembros desde el momento en que se estableció se dividieron entre los tradicionalistas y los reformadores. Durante la remodelación de su nuevo edificio, la congregación votó (dieciocho a catorce) el mantener el tradicional acomodo de asientos para los hombres y las mujeres de forma separada. En 1858, con fondos suficientes para contratar a un líder espiritual a tiempo completo, consultaron al rabino Isaac Leeser, el líder de la comunidad judía ortodoxa de los Estados Unidos, y también se pusieron en contacto con el rabino Isaac Mayer Wise, el líder del movimiento de la incipiente Reforma Americana, quien había inaugurado el santuario de B'nai Israelita a principios de ese año. Los miembros habían puesto un anuncio en el periódico de Wise, The American Israelite (junto con otros periódicos judíos en idioma inglés) para encontrar un rabino para su templo, al mismo tiempo que buscaban un carnicero kosher. Leeser recomendó a Jacob J. Peres, un rabino ortodoxo. Leeser recommended Jacob J. Peres, an Orthodox rabbi.

## Época de Peres (1858–1860)

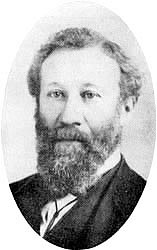
Rabbi Jacob J. Peres

Nacido y criado en los Países Bajos, Jacob J. Peres había sido un niño prodigio. Antes de cumplir los dieciocho años, había editado una gramática hebrea, así como un volumen de refranes escritos en cinco idiomas. Después de su graduación de la escuela secundaria, se le había dado un estipendio por Guillermo I de los Países Bajos para asistir al seminario Israelita de los Países Bajos, donde realizó dos estudios seculares y rabínicos. Peres estaba versado en matemáticas, lengua, la literatura y la ley, y cofundador de Peres y Micou, un bufete de abogados.
B'nai Israelita contrató a Peres en diciembre de 1858 como cantor y profesor, en Inglés y alemán, con un sueldo anual de $ 600 (hoy $ 16,000) con gratificaciones de 400 dólares. En comparación, el salario del carnicero kosher era de 300 dólares, sin incluir lo que ganaba por matar a las aves de corral. Peres también manejó la escuela hebrea y el coro, y era en efecto el rabino. Bajo su dirección, el número de miembros tomaron un interés serio en la difícil situación de los judíos en todo el mundo. Por ejemplo, en una reunión de la congregación en enero de 1860, se reunieron el dinero de la tesorería de los miembros presentes y de B'nai Israelita para ayudar a los Judíos Marroquíes necesitados, y crearon un comité para recaudar fondos a través de Memphis en su nombre. La congregación también se movió más hacia la ortodoxa, y aprobó una regla que indica que solo los miembros que eran observantes del Sabbath podrían recibir los honores de la Torá en los Días Santos.
Peres no encontró sus salarios suficientes para mantenerse a sí mismo, su esposa y sus cuatro hijos. Para complementar sus ingresos, abrió una tienda de comestibles y un negocio a comisión (venta de bienes de otros en consignación) con su hermano. Como era sábado (día de reposo judío) también es el día de mayor actividad para el comercio, decidió mantener su negocio abierto en ese día, algo prohibido por la ley judía, y en desacuerdo con la regla que había defendido. Algunos de los congregantes se opusieron, y hasta abril de 1860 reunión trimestral de B'nai Israelita, se presentaron cargos contra él; en un juicio posterior a una corte judía, fue declarado culpable y despedido. En respuesta, él demandó a la congregación en un tribunal civil por los salarios perdidos y difamación. El caso establece un precedente, el cual llegó a la Corte Suprema de Tennessee, se decidió a su favor en cuanto a la pérdida de ingresos, sino contra él en relación con la difamación. El fallo del tribunal fue que "una institución religiosa es soberano; que sus leyes y reglamentos son suprema, y que sus políticas y prácticas no puede ser cuestionada por una acción legal en un tribunal de justicia". En una carta al rabino Isaac Leeser en 1862, Peres afirmó que había sido enmarcado y que la tienda estaba en realidad dirigida por su hermano, justo por debajo de su nombre. Escribe que la sinagoga lo había acusado de apertura el día de reposo "con el fin de deshacerse de mí."
Después de la salida de Peres, los miembros comenzaron la búsqueda de un rabino orientado a lo que llamaron una "reforma moderada". Esta vez consultaron a Wise, no a Leeser. El puesto fue anunciado en el periódico de Wise como "Maestro, evangelista, y lector", pagando 1000 dólares(hoy 34 000) por año. Debían demostrarse conocimientos que incluían la capacidad de "instruir a los niños en hebreo, poder pronunciar una conferencia, una vez a la semana en alemán o en inglés y leer las oraciones correctamente”. En 1860, se contrató a Simon Tuska. Peres se quedó en Memphis, y las tensiones teológicas dentro de la congregación se resolvieron cuando cuarenta de los miembros más tradicionales partieron; con Peres como su líder espiritual, formaron la congregación ortodoxa Bet El Emet a principios del decenio de 1860. Este proceso de división era común a muchas congregaciones americanas de la época.

## Época de Tuska (1860–1870)

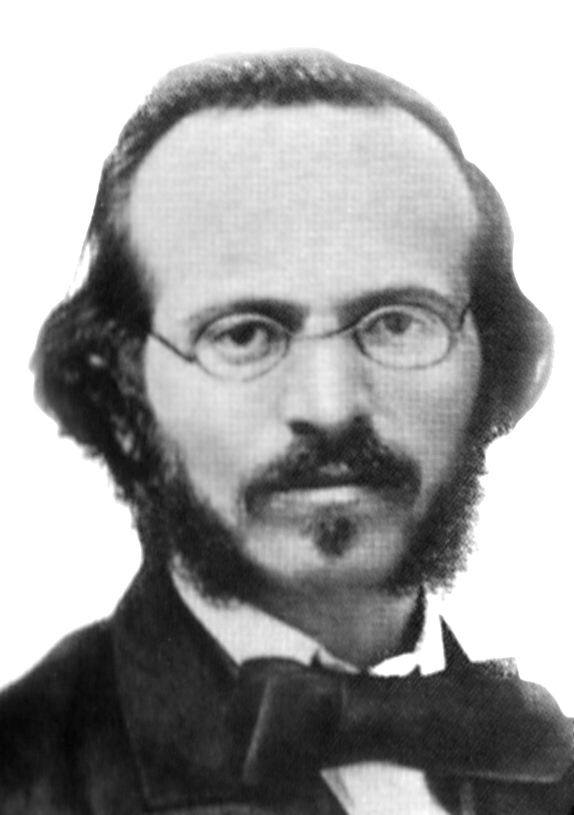
Rabbi Simon Tuska

Nacido en Veszprém, Hungría en 1835, Tuska se crio en Rochester, Nueva York, donde su padre era un rabino. Simón asistió al Seminario Teológico de Rochester, y tras la finalización de sus estudios allí en 1858, fue enviado al Seminario Teológico Judío de Breslau para conseguir la formación rabínica. No se graduó del seminario, en lugar de regresar a Estados Unidos en 1860 para solicitar un puesto en la Congregación Emanu-el de Nueva York, pero fue rechazado debido a su pequeño tamaño y su voz débil. Después aplicó al Templo Israelita, donde el 1 de julio de 1860, fue elegido por unanimidad y firmó un contrato de tres años a $ 800 (hoy $27 000) por año. Demostró ser muy popular con la congregación; en enero de 1863, seis meses antes del contrato de tres años fue de su renovación, fue reelegido como rabino por un período de diez años, y su salario se elevó a a 1500 dólares por año.
Tuska reformó los servicios en B'nai Israelita, la eliminación de piyutim (poemas litúrgicos) en 1861, la adición de un coro de órganos y de género mixto en 1862, y las ceremonias de confirmación en 1863. También acortó el libro de oraciones (adoptando la versión de Wise Minhag estadounidense), añadido un servicio de la noche del viernes, y los servicios patrióticamente temáticos creados por Acción de Gracias y el Día Nacional rápido. Cuando se necesitaban más bancas para dar cabida a los fieles, que se añadieron primero, a continuación, se añadieron las secciones de las mujeres de los hombres y las bancas de la familia donde los hombres y las mujeres podían sentarse juntos. En mayo de 1864, como rabino de B'nai Israelita, que ofició en lo que pudo haber sido la primera boda judía en Tennessee; hasta ese año, Tennessee no autorizó rabinos para celebrar matrimonios. También estuvo involucrado en la comunidad más amplia de Memphis, y participó en los servicios interconfesionales.
Tuska apoyó la esclavitud, la descripción de las vistas abolicionistas de Henry Ward Beecher y otros como "rabioso", y como la mayoría de los miembros de B'nai Israelita, después de que estallaran las hostilidades entre la Unión y la Confederación, apoyó la separación de la Unión. Más de diez miembros de la congregación se ofrecieron voluntariamente para el ejército confederado después de estallar la guerra, y se les dio honores y bendiciones especiales en una ceremonia durante los servicios del sábado. Muchas de las escuelas de Memphis se vieron obligados a cerrar debido a la guerra Civil; en respuesta, B'nai Israelita establecido en el Instituto para la Educación hebrea en 1864. Una escuela laica, que tenía 100 estudiantes, y se enseña Inglés, hebreo, alemán y francés, así como la geografía y la música. Tuska fue uno de los profesores de idiomas de la escuela. La insuficiencia de fondos obligó a su cierre en 1868.
B'nai Israelita tenía 83 miembros en 1864. La hipoteca sobre el edificio de la sinagoga había sido pagada en 1865, pero para 1867 los gastos de la sinagoga fueron superiores a sus ingresos. Las cuotas fueron aumentadas a 4 dólares por miembro y por mes, y la congregación suscribió una nueva hipoteca. En enero de 1870, la congregación trasladó sus servicios el viernes por la noche hasta las 7:30 de la tarde; previamente los servicios se habían realizado justo después de la puesta del sol, de conformidad con la ley judía, que había significado servicios nocturnos en pleno verano, y servicios de final de la tarde en pleno invierno. (Varios años más tarde los servicios de las Altas Fiestas se movieron al mismo tiempo). Ese año Tuska comenzó a dar sus sermones de los viernes en inglés, en lugar de alemán.ref name=Ringel2004p16/> A finales de 1870, Tuska murió de un ataque al corazón.

## Época de Samfield (1871–1915)
En 1871, la congregación, cuyos miembros en ese momento había llegado a 100, elegido Max Sam para suceder a Tuska. El hijo de un rabino, que nació en 1846 en Marktsteft, Baviera, y fue ordenado en Alemania. Se fue a los Estados Unidos en 1867 para ser rabino de B'nai Sion Congregación de Shreveport, Luisiana, donde se desempeñó durante cuatro años. Tenía una competencia significativa para el papel en la B'nai Israelita, con al menos diez rabinos que solicitan. Samfield tenía, sin embargo, predicó allí el sábado antes de la elección de un rabino, y fue contratado por un período de un año. Un fuerte defensor de la Reforma del Judaísmo, que se asoció con Wise en la fundación de la Unión de América de la congregación hebrea (ahora Unión para la Reforma del judaísmo), y bajo su liderazgo, B'nai Israelita se convirtió en uno de sus miembros fundadores en 1873. También fue presidente de la Junta de Gobernadores del Hebrew Union College (HUC) en Cincinnati, Ohio y fue supervisor de la Conferencia central de rabinos americanos. En 1875, se pidió a la congregación si podía abandonar el uso de la cabeza tradicional que cubre mientras dirigía las oraciones; en respuesta, los miembros resolvieron que todos los hombres serían requeridos a retirarse sus sombreros durante los servicios. Se llevó la congregación de adoptar la Reforma de los movimientos de la nueva unión del libro de oración en 1896, pero se resistieron a mover los servicios del sábado al domingo. Como la mayoría de Reforma rabinos en ese momento, que era fuertemente anti-Zionista, escribiendo que el sionismo era "una erupción anormal del sentimiento pervertido".

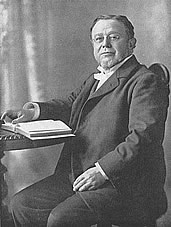
Rabbi Max Samfield

Un masón escocés, Samfield se  comprometió con el servicio público. Cuando se formó la primera Sociedad de Tennessee para la Prevención de la Crueldad contra los Animales y de la Infancia en 1880, se convirtió en su primer vicepresidente, y en 1889, dirigió la recaudación de fondos para el primer hospital civil de Memphis, San José, una institución católica. Se funda la Asociación de Socorro hebrea de Memphis, y la Fundación Infantil Unidas no sectarias, y fue un director de Inicio de New Orleans huérfanos judíos, la casa consultiva judía de Denver y abriga la sede del colegio de Nueva York. Durante los últimos quince años de su vida trabajó para crear un hogar para ancianos y enfermos Judíos del Sur, terminado en 1927.
Durante la epidemia de fiebre amarilla de 1873 de Memphis, defendió junto con otros rabinos de la ciudad que los judíos se mantuvieran en sus casas en lugar de huir. Durante las siete semanas que la epidemia duró, 51 personas fueron enterradas en el cementerio de B'nai Israelita, casi el doble del número normalmente enterrada allí en todo un año. Cuando otra epidemia de fiebre amarilla estalló en 1878, Samfield se quedó otra vez, atendiendo a los muertos y moribundos de todos los credos. Durante esa epidemia, 78 personas fueron enterradas en el cementerio de la congregación. Frecuentes epidemias de fiebre amarilla de la ciudad diezmada su comunidad judía, que se redujo de 2100 a 300. También resultaron dañadas las finanzas de B'nai Israelita: los miembros no pagaban sus cuotas, y por un tiempo, la congregación no pudo permitirse el lujo de pagarle su sueldo a Samfield. En 1880, sin embargo, la membresía había aumentado a 124 familias, y las finanzas habían mejorado. En este momento, la sinagoga era más típicamente llamada hijos de Israel. Beth el Emet se vio afectado con mayor severidad que los niños de Israel por las epidemias; su rabino (Peres) murió de fiebre amarilla en 1879. En 1882, Beth El Emet se disolvió, y transfirió su propiedad a los niños de Israel, aunque la mayoría de los miembros de Beth el Emet se unieron a la Sinagoga ortodoxa Barón Hirsch. La propiedad incluía  terreno en la segunda calle, y el cementerio de Beth el Emet.
En 1872, los niños de Israel adquirieron un terreno en la Avenida Adams, con la intención de construir una nueva sinagoga, pero las presiones financieras retrasaron el proyecto, y en 1880 la congregación decidió vender la propiedad y encontrar una mejor. Ellos venden el lote en 1882, y en su lugar han comprado terrenos en la avenida Poplar entre la calle tercera y la segunda. Para 1884, se habían completado un nuevo edificio de la sinagoga allí, a un costo de 39.130 dólares (hoy 1327000}}). La estructura bizantina de reactivación tenía una fachada impresionante con altas torres gemelas y una ventana redonda grande que contiene una estrella de David. El edificio ayudó a atraer a nuevos miembros; antes de 1885 un adicional de 45 se habían unido, por un total de 173 familias, y la congregación quedó de nuevo libre de deudas. Ese año, la sinagoga adquirió un cementerio en la carretera Hernando.
Aunque la congregación continuó creciendo, la mayoría de nuevos inmigrantes judíos a Memphis eran de Europa del Este, y más tradicional que los miembros de los Hijos de Israel. Como resultado, se forman típicamente sus propias sinagogas ortodoxas, la más antigua y de mayor duración de los cuales fue el Barón Hirsch Sinagoga. Los miembros de Hijos de Israel trabajaron para ayudar a los Judíos de Europa del Este en la asimilación en la sociedad americana, la prestación de asistencia financiera, educación gratuita sobre temas tales como Inglés, civismo, e incluso la higiene, y desde 1897 hasta 1907 se celebró una escuela dominical para los niños de la congregación Barón Hirsch. En 1890, el número de miembros de los Niños de Israel fue de 186 familias y la escuela religiosa tenía 148 estudiantes. Para hacer frente a los problemas financieros persistentes y atraer a los más jóvenes, en 1897 la congregación creó una nueva clase de miembro, el "seatholder", que no podían ser elegidos para cualquier cargo, pero paga menos a cambio. Esta innovación fue un éxito; 47 nuevos miembros se unieron en 1898, y el número total de miembros de la congregación llegaron a 222 familias. En combinación con los recortes de costos en otras áreas (principalmente la reducción de la cantidad pagada al coro), este sacó la sinagoga de un déficit financiero de cuatro años.
A finales del siglo XIX, los ingresos anuales de la sinagoga eran de $ 7.500 (hoy 275 000). Alrededor de este tiempo la congregación dejó de contratar a los cantores, sino que confía en el organista y el coro para dirigir la oración cantada. En 1905, los miembros de la congregación se habían incrementado a 262, y en 1907 fue 285, y los ingresos anuales de la sinagoga eran de 8500 dólares. La escuela de la congregación, que daba clases una vez por semana, tenía quince profesores y 220 estudiantes. Ese año la congregación añadió 56 asientos para el santuario, principalmente para manejar el aumento de la asistencia en los Días Santos. A pesar del crecimiento de la congregación y la expansión del santuario, la asistencia a los servicios regulares era escaso, sobre todo en las noches de viernes. A partir de 1892 en adelante, Samfield amonestó públicamente a los miembros por su escasa asistencia de reposo, y en 1907, insistió en que los miembros del consejo asistieran a los servicios viernes por la noche. La junta aceptó con la condición de que Samfield aseguró que sus sermones ya no eran de 25 minutos. A pesar de estos problemas, en 1904, los hijos de Israel le compraron una casa, y en 1910 le votaron "rabino para la vida", con un sueldo anual de 4200 dólares (hoy 137 000). Ese año la membresía llegó a 305 familias. En septiembre de 1911, William H. "Bill" Fineshriber se convirtió en el primer rabino asociado de la congregación. En 1912, la congregación había de nuevo crecido demasiado grande para su edificio. De miembros de la familia era ahora 340, y la escuela religiosa tenido 260 niños inscritos. Los terrenos adquiridos congregación en Poplar Avenue en Montgomery Street, a 2 millas (3,2 km) al este de su ubicación actual, y comenzó la construcción de una nueva sinagoga.
Además de sus otras actividades, fundada en 1885 Samfield El Espectador judío, una revista semanal sobre la vida judía y la cultura del Sur. Él fue su redactor hasta su muerte en septiembre de 1915, pocos días antes de su retiro planeado. Su muerte fue anunciada con grandes titulares, y para conmemorar su fallecimiento, los tranvías de Memphis fueron detenidos durante diez minutos.

## Época de Fineshriber (1915–1924)

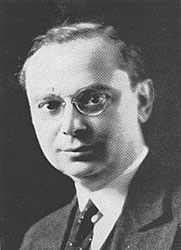
Rabbi William Fineshriber

Fineshriber sucedió a Samfield en 1915. Nacido en San Luis, Misuri, en 1878, su padre había sido un rabino reformista, que murió a la edad de 37. Cuando Fineshriber tenía 13 años, se trasladó a Cincinnati por su cuenta, donde asistió a la escuela secundaria. Después de graduarse, asistió a la Universidad de Cincinnati y entró al programa de ocho años de HUC. Para el año 1900 se había graduado de ambos y había sido ordenado. Aceptó su primer púlpito de ese año en el templo Emanuel en Davenport, Iowa, y se unió a los niños de Israel en 1911 como rabino asociado. Era de la sinagoga primer graduado HUC, y su primer rabino nacido en Estados Unidos. Tenía un ingenio rápido, y fue capaz de hablar con elocuencia y extemporánea sobre casi cualquier tema. A menudo citado en los periódicos, fue activo en la comunidad de Memphis, y fue un rotario, Shriner y Freemasón. También fue uno de los primeros sufragistas, y tomó la causa en los niños de Israel. En un evento de día 1913 de las mujeres, con oradores de Luisiana, Arkansas, Misisipi y Tennessee, que era el único hablante masculino. En una concentración de 1914 declaró: "impuestos sin representación es tiranía... El propósito de esta reunión es... para deslumbrar a la población de Memphis en una constatación de que la cuestión de la igualdad de voto no es un juego de niños”.
Se habló enérgicamente contra el linchamiento de personas en 1917. Las personas, un hombre negro acusado de violar y decapitar a un adolescente de dieciséis años de edad, niña blanca, había sido quemado vivo frente a una multitud de miles de personas en Memphis, y sus restos desmembrados, dispersado, y mostrados. Fineshriber convocó a una reunión de la congregación para protestar por el linchamiento, convenció a los miembros a apoyar una condena pública de la misma, y actuó como secretario de un grupo de clérigos que emitieron un comunicado denunciando la práctica. También convenció al editor del periódico más grande de Memphis, The Commercial Appeal, para escribir un editorial criticando el linchamiento. Fineshriber apoya otras causas que afectan a los afroamericanos; trabajó para mejorar sus viviendas, habló en iglesias negras, y ayudó a recaudar fondos para ellos. Criticó el Ku Klux Klan desde su púlpito, el único clérigo en Memphis para hacerlo. En 1921 se hizo pública su intención de "predicar en el Ku Klux Klan" a los niños de Israel, en un evento que, se esperaba, atraería a muchos que no son miembros. El Klan se había reorganizado en Memphis ese año, y menos de un mes después del discurso de Fineshriber, marcharon en el desfile del Día de armisticio de Nashville. A pesar de las amenazas contra él, su esposa y niños, Fineshriber continuó predicando contra el Klan en el templo y otros lugares.

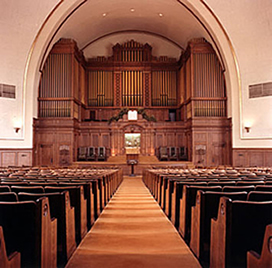
Sanctuary, edificio de Poplar y Montgomery

En 1922, en respuesta al intento de William Jennings Bryan y sus seguidores para prohibir la enseñanza de la evolución en las universidades y escuelas públicas, Fineshriber dedicó tres sermones de los viernes para hablar de ello. Hizo hincapié en que el público abarrotó el "derecho inalienable de pensamiento y de expresión, garantizado por la Constitución de los Estados Unidos", y sostuvo que “la mayoría de los predicadores inteligentes y liberales del mundo no han encontrado dificultades para aceptar la teoría de la evolución sin descartar sus Biblias o su religión. Se puede adorar a Dios solo a la luz de la verdad". Sin embargo, en 1925 Tennessee se convirtió en el primer estado en prohibir la enseñanza de la evolución en las escuelas públicas, una ley no derogada hasta 1967.
Durante los primeros años de la congregación Fineshriber continuó modificando sus prácticas religiosas. En los funerales, que alentó a los dolientes que salir de la tumba, en lugar de tener que esperar hasta que se bajó el ataúd y lo cubren con ellos mismos la tierra (como era la práctica tradicional). En ese momento, algunos miembros tenían bar mitzvah ceremonias de sus 13 años de edad, los niños; en cambio, los niños y niñas participaron en la ceremonia de Confirmación de Reforma (aunque la sinagoga todavía se permite a los que querían ceremonias mitzvah de la barra de tenerlos). En 1916, la congregación eliminó la observancia de los octavos días de Pascua y Sukkot, exigido a todos los fieles a estar en pie cuando los dolientes estaban recitando el Kadish, y restaurado la práctica ortodoxa de la bendición y nombrando a los bebés en la sinagoga, como parte de los servicios.
"Children of Israel" consagró el nuevo edificio de su sinagoga en 1916. Diseñado por los arquitectos locales Walk C. Jones, Sr. y Max Furbringer, presentaba una gran cúpula central y dos cúpulas laterales más pequeñas, y fue diseñado para parecerse a la entrada de Santa Sofía de Estambul. Para entrar se atravesaban tres juegos de puertas dobles, y tallado en el entablamento estaba el fragmento de verso bíblico "AMARÁS A TU PRÓJIMO COMO A TI MISMO" (19:18). El santuario del edificio tenía 1200 asientos y un enorme órgano de 10.000 DÓLARES (hoy $ 280 000). El dinero para este último había sido recaudado por las Damas Auxiliares recientemente formadas, cuya actividad de recaudación de fondos más efectiva consistía en vender comidas caseras. El edificio también tenía un auditorio con un escenario y catorce aulas para la escuela religiosa. El edificio desocupado de los Niños de Israel fue comprado por una nueva congregación ortodoxa que había adoptado el nombre de la disuelta Beth El Emeth.
Después de que los Estados Unidos entraron en la Primera Guerra Mundial en 1917, 131 hombres de Children of Israel se alistaron o fueron reclutados; uno de ellos murió en combate. En 1919, la membresía familiar de la congregación había alcanzado las 450 personas, y los ingresos anuales de la sinagoga eran de 18.000 dólares (hoy $ 320 000). La escuela de la congregación, que todavía daba clases una vez por semana, tenía 14 maestros y 388 estudiantes. Al año siguiente, a las mujeres se les dio derecho a votar en todas las reuniones de la congregación. Fineshriber se fue en 1924 para convertirse en rabino principal de la Congregación Keneseth Israel en Filadelfia. Durante su mandato, la membresía de Hijos de Israel se duplicó, y la escuela religiosa creció de 100 a 550 estudiantes. Fineshriber murió en 1968, y es el único rabino mayor fallecido de la congregación que no está enterrado en su cementerio.

## Época de Ettelson (1925–1954)

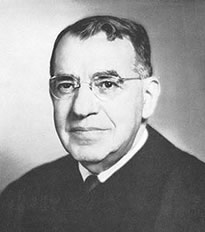
Rabbi Harry Ettelson

Harry William Ettelson sucedió a Fineshriber en 1925, el primer sureño en liderar la congregación. Nacido en 1883, se crio en Mobile (Alabama). Poseía una licenciatura por la Universidad de Cincinnati (graduándose en 1900 cuando tenía diecisiete años), una maestría de la Universidad de Chicago y un doctorado de la Universidad de Yale. Ordenado en HUC en 1904, primero sirvió en la Congregación Achduth Vesholom en Fort Wayne, Indiana, de 1904 a 1910, luego en la Congregación Beth Israel de Hartford, Connecticut, de 1911 a 1919. De 1919 a 1925 fue rabino asociado, luego rabino principal en la Congregación Rodeph Shalom de Filadelfia.
Ettelson fue un firme defensor de la Plataforma Pittsburgh y de sus principios, que se convirtieron en la base de lo que luego se conoció como el judaísmo reformista "clásico". Los servicios que dirigió reflejaron que: la participación de los miembros en los servicios (que en su mayoría estaban en inglés) era limitada. En Achduth Vesholom trasladó los servicios de sábado a domingo por un tiempo, en un intento de mejorar la asistencia. Incluso antes de unirse a Hijos de Israel, la congregación ya había reformado sustancialmente sus servicios; ya no tenía bar mitzvahs, no se observaban las leyes de cashrut, y no se permitía que los fieles participaran en la lectura de la Torah. Aparte de Shemá Israel y Kadish, las oraciones hebreas o arameas habían sido eliminadas casi por completo. Aunque él mismo hizo pocos cambios rituales, Ettelson continuó con esta tradición y enfatizó el servicio comunitario en lugar de la práctica ritual, promoviendo el judaísmo como una religión universalista con una misión de justicia y paz. El año en que llegó organizó el Cross Cut Club, un grupo de fe integrador destinado a contrarrestar los prejuicios religiosos. Sirvió como su primer presidente, y fue su presidente nuevamente en 1950. Una de sus iniciativas allí fue el Servicio de Acción de Gracias Cívico de la Unión, un servicio integrador de víspera de Acción de Gracias que se llevó a cabo durante varios años. En la década de 1930 celebró una reunión de integración racial y, como resultado, no fue invitado de nuevo al lugar al año siguiente.
Cuando Ettelson se unió a la congregación, tenía como miembros a 650 familias. Para dar cabida al crecimiento, en 1926 la sinagoga construyó un anexo para la escuela religiosa de niños. Ese año, la congregación también estableció el "Temple Men's Club", que tenía más de 200 miembros, y se unió a la Federación Nacional de Hermandades del Templo. En 1928, la congregación compró una casa contigua al sur de la sinagoga, para las reuniones de la Congregación Junior, y comenzó a transmitir sus servicios los viernes por la noche en la radio. Los costos de ambos esfuerzos fueron donados anónimamente por el miembro de la sinagoga Abe Plough, fundador y presidente de Schering-Plough. La sinagoga fue duramente afectada por Gran Depresión. Los ingresos por cuotas cayeron de $ 47.000 en 1928 (hoy $ 830 000) a $ 23.000 en 1932, y la membresía cayó de 750 familias en 1929 a 629 familias. El Talmud Torá se cerró debido a la falta de fondos, y las reuniones de la junta se centraron en encontrar maneras de mantener a la congregación funcionando financieramente. Ettelson solicitó una reducción salarial de 1000 dólares (hoy $ 20 000) en 1931, y un recorte adicional del 10 por ciento en 1933, y también se redujeron los salarios de otros empleados de la sinagoga. La Congregación Junior sin embargo; tenía 189 miembros de pago en 1933, celebraba los servicios del sábado por la mañana y de los días festivos, y llevaba a cabo una serie de otros programas. La congregación finalmente se recuperó en su conjunto, asistida por miembros que eran líderes en el mundo cívico y comercial. En 1936 , la membresía aumentó a 650 familias, y se pagó la hipoteca restante del edificio de la sinagoga.

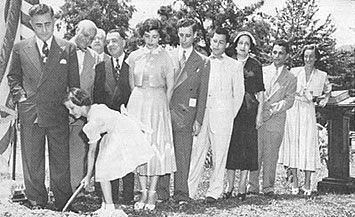
Inicio de la escuela religiosa, 1950

En 1932, Ettelson se hizo famoso a nivel local por un debate que tuvo en el Ellis Auditorium de Nashville con el abogado de primera instancia Clarence Darrow sobre si la religión era necesaria o no. Ettelson argumentó a favor, Darrow en contra. La fricción entre Ettelson y algunos miembros de la junta llegó a un punto crítico en 1937, cuando la junta discutió la cuestión de si mantenerlo como rabino. Cuando lo invitaron a la reunión, habló brevemente y luego renunció. La junta recomendó que su mandato fuera sometido a votación por la comunidad en la siguiente reunión anual, donde fue reelegido en una votación secreta por un voto de 303 a 31. De baja médica durante ocho meses en 1938, Children of Israel contrató a Morton Cohn como rabino asistente.
La congregación estuvo muy involucrada en la Segunda Guerra Mundial, con muchos miembros sirviendo en las fuerzas armadas, incluido Dudley Weinberg, que había sucedido a Cohn como rabino asistente. Children of Israel publicó un boletín especial para miembros en el extranjero; al final de la guerra, aproximadamente cuatrocientos congregantes habían servido en el ejército de los EE. UU., y catorce habían muerto. Al igual que con muchas otras congregaciones de Reforma, los miembros del Templo Israel estaban divididos en el tema del sionismo. Es probable que una mayoría fuera antisionista, y el presidente de la sinagoga se unió al American Council for Judaism (de carácter antisionista), aunque otros miembros prominentes apoyaban el sionismo, y otros simplemente no eran sionistas. Ettelson inicialmente se opuso al sionismo, aunque no se unió al consejo. Con el crecimiento del antisemitismo dentro y fuera de los Estados Unidos, sus puntos de vista cambiaron y fue uno de los primeros miembros del capítulo local de la Sionist United Palestine Appeal. Sin embargo, logró evitar que el tema se volviera divisivo en el templo.
En 1943, la congregación cambió su nombre a Templo Israel. Su membresía creció rápidamente, de 914 familias en 1944 a más de 1100 a finales de 1949, junto con un aumento en el número de niños en línea con la explosión de natalidad de la posguerra. En 1951, el templo agregó un nuevo edificio educativo, que tenía 22 aulas, oficinas y una biblioteca. Ese año, la congregación también actualizó la cocina de la sinagoga, agregó aire acondicionado para la sacristía y el auditorio, y lo mismo para el santuario en 1953. Ettelson se retiró al año siguiente, y James Wax lo sucedió como rabino mayor.

## Época de Wax (1954–1978)
Nacido en 1912, James Aaron "Jimmy" Wax se crio en Herculaneum (Misuri), donde la suya era la única familia judía en la ciudad. Mientras asistía a la Universidad Washington en San Luis, fue inspirado por el rabino Ferdinand Isserman del Templo Israel de St. Luis para convertirse en rabino, como un medio para lograr la justicia social. Debido a las limitaciones financieras provocadas por la Depresión, Wax tuvo que terminar su educación de pregrado en el Colegio de Maestros del Estado del Sureste de Misuri, donde se graduó en 1935. Mentorizado por Isserman, posteriormente solicitó el HUC. Debido a que tenía poca experiencia en hebreo, realizó un trabajo intensivo en el idioma antes y durante su admisión, y finalmente fue ordenado y obtuvo un título de Maestro de Letras Hebreas allí en 1941. Rechazado como capellán castrense de EE. UU., de 1941 a 1945 sirvió en la Congregación Hebrea Unida en San Luis, y en la North Shore Congregation Israel en Glencoe, Illinois. En 1946, se convirtió en rabino asistente del Templo de Israel, y en 1947 fue ascendido a rabino asociado. A principios de la década de 1950 fue elegido dos veces presidente de la Sociedad de Salud Mental del Condado de Memphis y Shelby. Tras la jubilación de Ettelson en 1954, Wax se convirtió en rabino mayor.

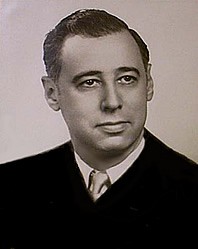
Rabbi James Wax

Para entonces, la sinagoga tenía alrededor de 1200 familias como miembros y más de 600 niños en su escuela religiosa. Wax inició algunos cambios en las prácticas religiosas de la congregación. Una era hacer sonar un cuerno de carnero real shofar en Rosh Hashaná a partir de 1954, en lugar de la trompeta que se había utilizado durante varios años. Bajo su liderazgo, varios miembros también comenzaron a celebrar ceremonias de bar mitzvá para sus hijos, aunque esto no se hizo común hasta la década de 1970. En la década de 1970 también había agregado clases de hebreo a la escuela religiosa.
En 1955, apoyó y recaudó fondos para la creación de la primera sinagoga Conservadora de Memphis, Beth Sholom, para que los judíos conservadores tuvieran su propio lugar para el culto. En 1964, cuatro rabinos asistentes habían sucedido a Wax; Milton G. Miller, Robert Blinder, Sandford Seltzer y Sylvin Wolf. Ese año, Wax agregó las lecturas de la Torá al servicio del viernes por la noche, y la junta de Temple Israel comenzó a comprar Bonos del Estado de Israel. A raíz de la Guerra de los Seis Días de 1967, la junta resolvió comprar los Bonos de Israel "en la mayor medida posible". Para 1970, Wax había introducido servicios para celebrar "Yom Ha'atzmaut" y conmemorar el Día de la Memoria del Holocausto. Aunque inicialmente se resistió a la idea de tener un cantor, finalmente aceptó un papel limitado para él, y en 1971 Thomas Schwartz fue contratado como el primer cantor/director musical a tiempo completo de Temple Israel en 80 años. El salario de Schwartz no fue pagado por la sinagoga, sino que fue pagado en privado por un grupo de sus miembros. En 1978, Wax recibió el Premio Nacional de Relaciones Humanas de la Mesa Redonda de Memphis de la Conferencia nacional de cristianos y judíos. Se retiró unas semanas más tarde, aunque sirvió como rabino en funciones del Templo Beth El en Helena, Arkansas, visitando regularmente desde 1978 hasta su muerte en 1989.

### Derechos civiles y activismo
El Movimiento por los derechos civiles en Estados Unidos provocó el antisemitismo extremista en el sur, y se culpó a los "judíos comunistas" por destruir la democracia tras la decisión de la Corte Suprema de los Estados Unidos en el "Caso Brown contra Consejo de Educación". Los judíos del sur se encontraron en una posición difícil; eran una minoría vulnerable cuyo estatus en la sociedad blanca del sur era marginal y condicionada a su aceptación del statu quo. Debido a estas preocupaciones, particularmente después del atentado en el Templo de la Congregación Benevolente Hebrea de 1958 en Atlanta, la congregación no quería que Wax manifestara públicamente una posición sobre el movimiento reivindicativo de los derechos civiles. Además, aunque Wax apoyaba la integración racial, no todos sus congregantes mantenían la misma postura. Según Wax, "casi todos los sureños nativos cuyas familias vivieron en el sur durante dos o más generaciones tienen actitudes segregacionistas". En lugar de involucrarse en protestas públicas, trabajó con grupos que apoyaban la integración, como la Asociación de Ministros de Memphis. También alentó a los miembros de Temple Israel a unirse a grupos como el PConsejo de Mujeres Estadounidenses, un grupo interreligioso e interracial que hablaba a favor de la tolerancia religiosa y racial en eventos comunitarios y cuyo capítulo de Memphis fue fundado por Jocelyn Wurzburg, miembro de la congregación. Otra integrante del Temple Israel, Myra Dreifus, cofundó el Fondo para Escolares Necesitados de Memphis en la década de 1960. Ayudó a proporcionar alimentos a escolares hambrientos, principalmente en escuelas negras, y más tarde amplió sus esfuerzos para incluir la distribución de ropa y calzado gratis o con descuento. El grupo tenía mujeres blancas y negras como miembros, incluidos miembros del Templo de Israel, y dado el papel de Dreifus en el Fondo, el propio Templo de Israel lo apoyó. Para 1968, los miembros de la Hermandad estaban donando dinero para que los tutores pudieran acercarse a la escuela afroamericana de Kansas Street. Según la profesora de estudios de género y de mujeres Kimberly K. Little, "fue la primera ocasión en que Temple Israel abrió sus puertas a programas basados en la comunidad; su trabajo caritativo anterior se centró en el alcance de la comunidad judía".
Wax participó particularmente en el Comité de Relaciones Comunitarias de Memphis (MCCR). El MCCR fue formado en 1958 por un grupo de líderes de la ciudad de Memphis, con el objetivo de terminar con la segregación de una manera no violenta. Los comités individuales trabajaron para desegregar varias instalaciones públicas en Memphis. El MCCR también trabajó para obtener representación de los negros en el gobierno (tanto funcionarios electos como designados), y creó programas para mejorar las condiciones económicas y las oportunidades laborales para los negros. Wax sirvió como secretario del MCCR desde su formación hasta su disolución en la década de 1970. Varios otros miembros de Temple Israel trabajaron con el MCCR y, como propietarios de grandes empresas de Memphis, pudieron implementar la desagregación en sus propios lugares de trabajo. Otros miembros de Temple Israel apoyaron el movimiento de derechos civiles: altos ejecutivos de negocios convencieron a las tiendas de contratar vendedores negros, Herschel Feibelman presidió el Comité de la Guerra contra la Pobreza de Memphis, y Marvin Ratner dejó una sociedad en un destacado bufete de abogados local para formar, junto con dos abogados blancos y dos negros, el primer bufete de abogados integrado de Memphis.
En enero de 1965, el alcalde de Memphis, William B. Ingram, le pidió a Wax que se uniera a su Comité de Acción Comunitaria, un grupo que trató de obtener fondos federales para un programa de reducción de la pobreza y capacitación laboral para jóvenes negros. En agosto de ese año, Wax se convirtió en presidente de su comité de políticas, un grupo mayormente negro. Aunque el comité creó una serie de programas útiles, el desacuerdo sobre el papel del alcalde en la elección de los miembros y el control de los fondos condujo a la disolución del grupo en enero de 1966. Ingram elogió los esfuerzos de Wax en nombre del grupo. Wax también participó activamente en otros grupos de derechos civiles, incluido el Consejo de Relaciones Humanas de Tennessee, la Unión Estadounidense por las Libertades Civiles, la Liga Urbana de Memphis y el Programa de Progreso, un grupo que trabajó para reformar el gobierno local. Fue elegido presidente de la Asociación de Ministros de Memphis en mayo de 1967, a pesar de que era su único miembro judío.
El 31 de enero de 1968, dos trabajadores del servicio de limpieza de Memphis fueron aplastados hasta la muerte en un compactador de basura que funcionaba mal, lo que provocó el inicio de la Huelga de Limpieza de Memphis el 12 de febrero. Los trabajadores de la limpieza urbana, en su mayoría negros, eran los trabajadores públicos mejor pagados de Memphis y no recibían horas extras ni vacaciones. El alcalde de Memphis era entonces Henry Loeb, un exmiembro del Templo de Israel, que se convirtió al cristianismo poco después de comenzar su mandato en 1968, después de casarse con una mujer episcopaliana. Se negó a negociar con los trabajadores, y la huelga pronto llamó la atención nacional como una cuestión de derechos civiles. Después de ser contactado por ministros negros, Wax organizó una reunión sobre el 18 de febrero entre Loeb, líderes sindicales locales y Jerry Wurf, jefe de la Federación Estadounidense de Empleados Estatales, del Condado y Municipales. Las conversaciones, que continuaron hasta 5:00 a. m. del día 19 y se reanudaron más tarde ese día, no resolvieron nada. Dreifus, miembro del Temple Israel, usó el apoyo que había prestado a Loeb en su campaña de alcalde de 1967 como un medio para tratar de obligarlo a resolver la huelga, y actuar como representante de los ciudadanos blancos y negros. La huelga continuó hasta marzo. En un intento por calmar la tensión, Wax convocó a una reunión a los dos grupos de clérigos de Memphis, la Asociación de Ministros de Memphis en su mayoría blanca y la Alianza Interdenominacional negra a celebrar el 3 de abril. La reunión, en todo caso, tuvo el efecto contrario; los ministros negros querían organizar de inmediato una marcha hacia la oficina del alcalde, mientras que la mayoría del clero blanco, incluido Wax, se negó a unirse a la marcha, que argumentaron que solo inflamaría a los ciudadanos blancos.
Martin Luther King fue asesinado en Memphis la noche siguiente. La Asociación de Ministros de Memphis organizó un servicio conmemorativo para King el día 5. En el servicio, los ministros votaron para marchar a la oficina de Loeb ese día e insistir en que abordase las quejas de los trabajadores y pusiera fin a la huelga. Dirigidos por Wax y William Dimmick, el decano de la Catedral de Santa María, 250 clérigos marcharon en parejas a la oficina de Loeb, donde se le instó frente a las cámaras de televisión a poner fin a la huelga. En su sermón en el Templo de Israel, Wax dijo a la congregación: "Esta ciudad será testigo de un nuevo espíritu y la memoria de este gran profeta de nuestro tiempo será honrada. Habrá fanáticos y segregacionistas y las llamadas personas respetables pero injustas que resistirán. Pero en el esquema de la historia, la voluntad de Dios prevalecerá". La huelga se resolvió el 16 de abril, y los trabajadores de saneamiento obtuvieron reconocimiento sindical y otros beneficios. El único impedimento restante fue un aumento recomendado de diez centavos por hora el 1 de mayo, seguido de otro aumento el 1 de septiembre. El presupuesto de la ciudad no tenía los 558.000 dólares necesarios estimados (hoy $ 4.9 millones) para pagar a los trabajadores. Para resolver el estancamiento de la situación, el miembro de Temple Israel Abe Plough donó el déficit anónimamente.

### Edificio de East Massey Road

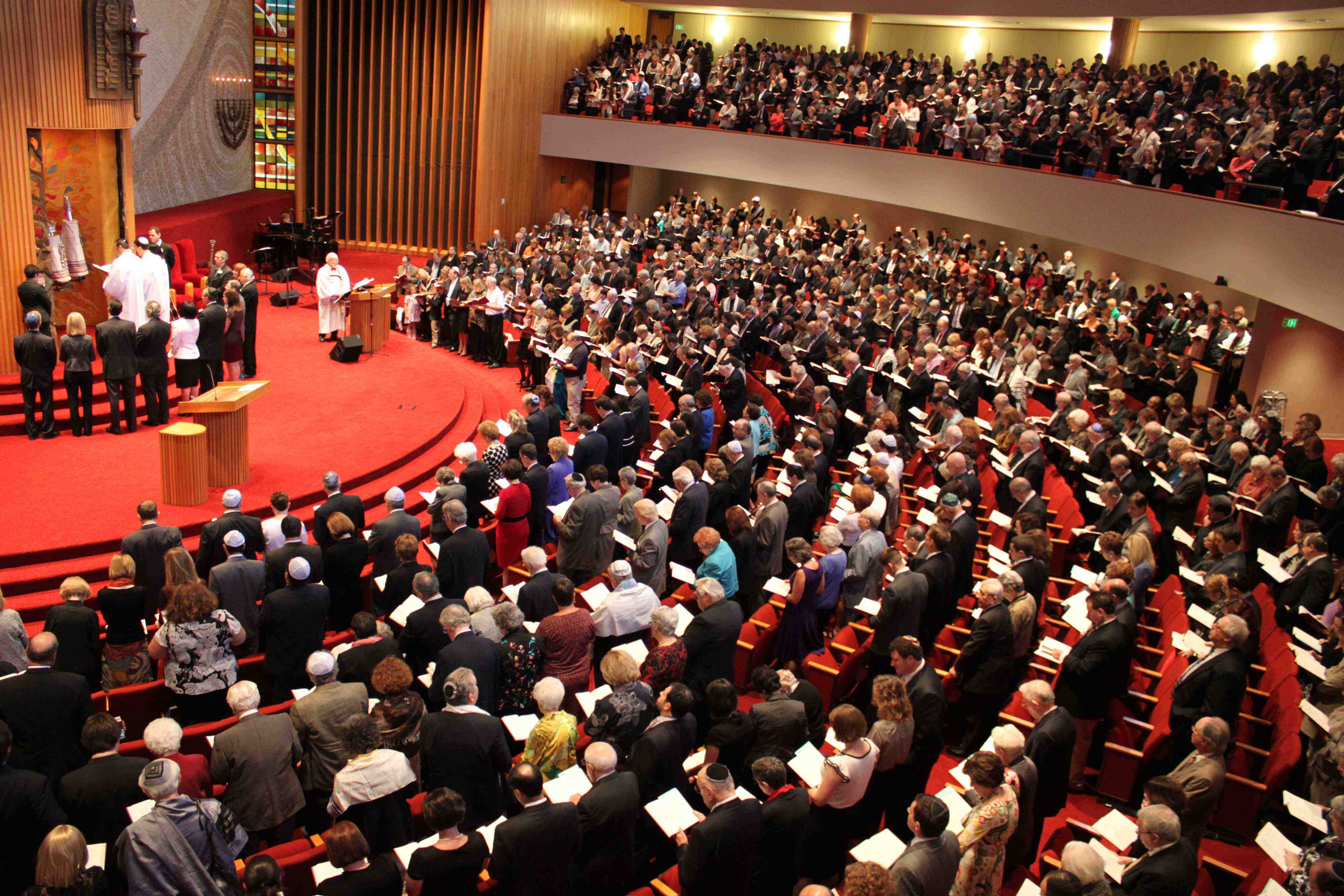
Santuario, del edificio de East Massey Road

En 1957, el santuario de la sinagoga, que había sido diseñado para 350 familias, se había vuelto demasiado pequeño para acomodar a las más de 1100 familias agrupadas alrededor del Templo Israel. Además, desde la década de 1950, la comunidad judía de Memphis se había mudado constantemente desde el centro de la ciudad, donde se encontraba el edificio Poplar Avenue de Temple Israel, a los barrios del este. Ya en 1957, más de la mitad de los miembros, y tres cuartos de los que tenían niños en la escuela de la congregación, vivían allí. La asistencia a la escuela aumentó rápidamente, y el cuerpo estudiantil pronto desbordó la capacidad de su edificio de 1951. La escuela tuvo que dividir la asistencia en 1959, con los niños más pequeños asistiendo el sábado y los mayores el domingo, y en 1961, se inscribieron 780 niños. A principios de la década de 1960, Temple Israel comenzó a impartir clases entre semana en Beth Sholom, que estaba más cerca de la mayoría de los hogares de los miembros.
En 1963, Temple Israel elaboró planes para un nuevo edificio, y en 1964 compró un terreno en White Station Road. En 1966, se votó en contra de construir allí, ya que los miembros más antiguos estaban más ligados al antiguo edificio y estaban preocupados por los gastos. Pero a principios de la década de 1970, la situación ya no podía ser ignorada. Plough ofreció donar una cuarta parte del costo de cuatro millones de dólares para un nuevo edificio. Se vendió el terreno en White Station Road y se compró una propiedad de 30 acres (12,1 ha) en East Massey Road; la congregación se mudó al nuevo edificio en septiembre de 1976.
La antigua sinagoga fue vendida al Seminario Teológico Baptista Mid-America, que la ocuparía durante los veinte años siguientes. El nuevo edificio fue diseñado por Francis Gassner de Gassner, Nathan and Partners, con Percival Goodman como arquitecto consultor. Fue construido de acero y mampostería, que se usó tanto para el exterior como para el interior, y tenía techos de cobre. En el frente, un jardín cubierto de vidrio entraba en un área de recepción de dos pisos, que conducía a un vestíbulo más pequeño, y finalmente al santuario principal. Tenía 32 Aulas, y una capilla de 300 asientos, más tarde llamada la Capilla Danziger en honor del rabino Harry Danziger y su esposa Jeanne. La luz eterna, las puertas del arca de la Torá y la decoración de la pared de los diez Mandamientos del edificio de Poplar Road se instalaron en la nueva capilla.
El santuario, que tenía capacidad para 1500 asistentes, tenía forma semicircular y estaba diseñado para que ningún miembro estuviera a más de quince filas del Hejal. Estaba iluminado por claraboyas y tenía un balcón. Su techo, junto con los del vestíbulo de entrada y la capilla, eran de roble, al igual que las puertas, molduras y paneles. El trabajo de decoración interior del edificio fue diseñado por Efrem Weitzman, incluida el arca de la Torá, la mayoría de los objetos rituales, vidrieras , mosaicos y tapices. En opinión del arquitecto, el diseño compacto del santuario y el uso libre de vidrieras y madera "lograron los sentimientos deseados de intimidad". En el mismo nivel que el balcón había una galería, originalmente diseñada para exhibiciones de arte y cultura judaica. En 1994, tras la donación de Herta y Justin Adler de la Colección Adler Judaica, se convirtió en un museo permanente. El complejo en 1376 East Massey Road tuvo un costo final de 7 millones de dólares (hoy $ 37.5 millones), de los cuales Plow donó más de 2 millones. En agradecimiento por su donación, Plow fue nombrado presidente honorario de por vida.
En 2003, la congregación se embarcó en una importante renovación y expansión de sus instalaciones. Se rehabilitaron más de 100 000 pies cuadrados (929 000 dm²) de espacio, incluido el salón social, y se construyó una adición de 25 000 pies cuadrados (232 300 dm²) para la primera infancia y el centro familiar, creando un ala en forma de U alrededor de un patio. El arquitecto Walt Reed, de The Crump Firm, dijo que mantuvo el énfasis en las "formas simples, geométricas y contemporáneas" que existían en el edificio original, así como en el uso de los mismos materiales para techos y detalles de cobre. El proyecto de construcción costó aproximadamente 15 millones de dólares, duró dos años y se completó en 2007. "Wings to the Heavens", una escultura cinética de 30 pies (9,1 m) de altura que representa a David Ascalon, se realizó en aluminio soldado y acero inoxidable de alta calidad, quedando instalada en el atrio.

## Época de Danziger (1978–2000), siglo 21

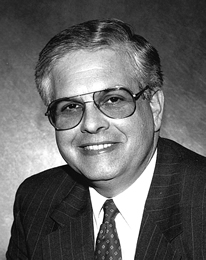
Rabbi Harry Danziger

Harry K. Danziger sucedió a Wax como rabino en 1978. Hijo de un rabino, Danziger se graduó de la Universidad de Cincinnati y fue ordenado por el HUC. Se unió a Temple Israel como rabino asistente en 1964, pero en 1969 se mudó a Monroe, Luisiana, para dirigir la Congregación B'nai Israel. Fue reemplazado primero por Howard Schwartz, luego por Richard Birnholz. Birnholz presentó su renuncia en 1973, y Wax comenzó a pensar en retirarse. Danziger, entonces en el Temple Oheb Shalom de Baltimore, fue confirmado como el sucesor de Wax, y regresó a Temple Israel ese año como rabino asociado. La membresía de la sinagoga había sido de alrededor de 1350 familias desde mediados de la década de 1960, pero aumentó después del traslado a East Massey Road.
Al retirarse Wax, había alcanzado alrededor de 1500 familias asociadas, y más de la mitad de los 10.000 judíos de Memphis eran miembros del Templo Israel.
En su primer sermón como rabino asociado, Danziger dijo "podemos permitirnos el lujo de parecer judíos después de todos estos años y ... solo por respeto a nosotros mismos, no podemos permitirnos el lujo de no hacerlo". Como rabino mayor, lentamente trajo observancias más tradicionales al Templo de Israel, alejándolo del radicalismo del judaísmo de la "reforma clásica". Estas observancias incluyeron el canto de las bendiciones de la Torá, una procesión de la Torá a través de los pasillos del santuario, el ayuno del Yom Kippur, la circumcisión de los niños, y el rezo del kaddish para los difuntos. En 1979, gradualmente reemplazó el viejo Libro de Oración de la Unión por el nuevo Gates of Prayer, y más tarde comenzó usando un talit durante el bimah. Los cambios no gozaron de total anuencia y este último llevó a un miembro a renunciar en protesta. Aunque era más tradicional que sus predecesores más recientes, estaba dispuesto a realizar matrimonios mixtos, pero también aconsejó a las parejas sobre el significado de formar un hogar judío. Danziger participó en la Conferencia Central de Rabinos Americanos y finalmente se convirtió en su presidente.
John Kaplan se unió como cantor en 1981 e hizo que los servicios fueran menos formales y más interactivos.
Sus innovaciones incluyeron traer melodías más modernas, alentar el canto congregacional y acompañar los servicios con una guitarra, en lugar del órgano.
En 2006, los servicios del viernes por la noche incluían un servicio de "espírituales", en el que tocaba una banda de estudio.

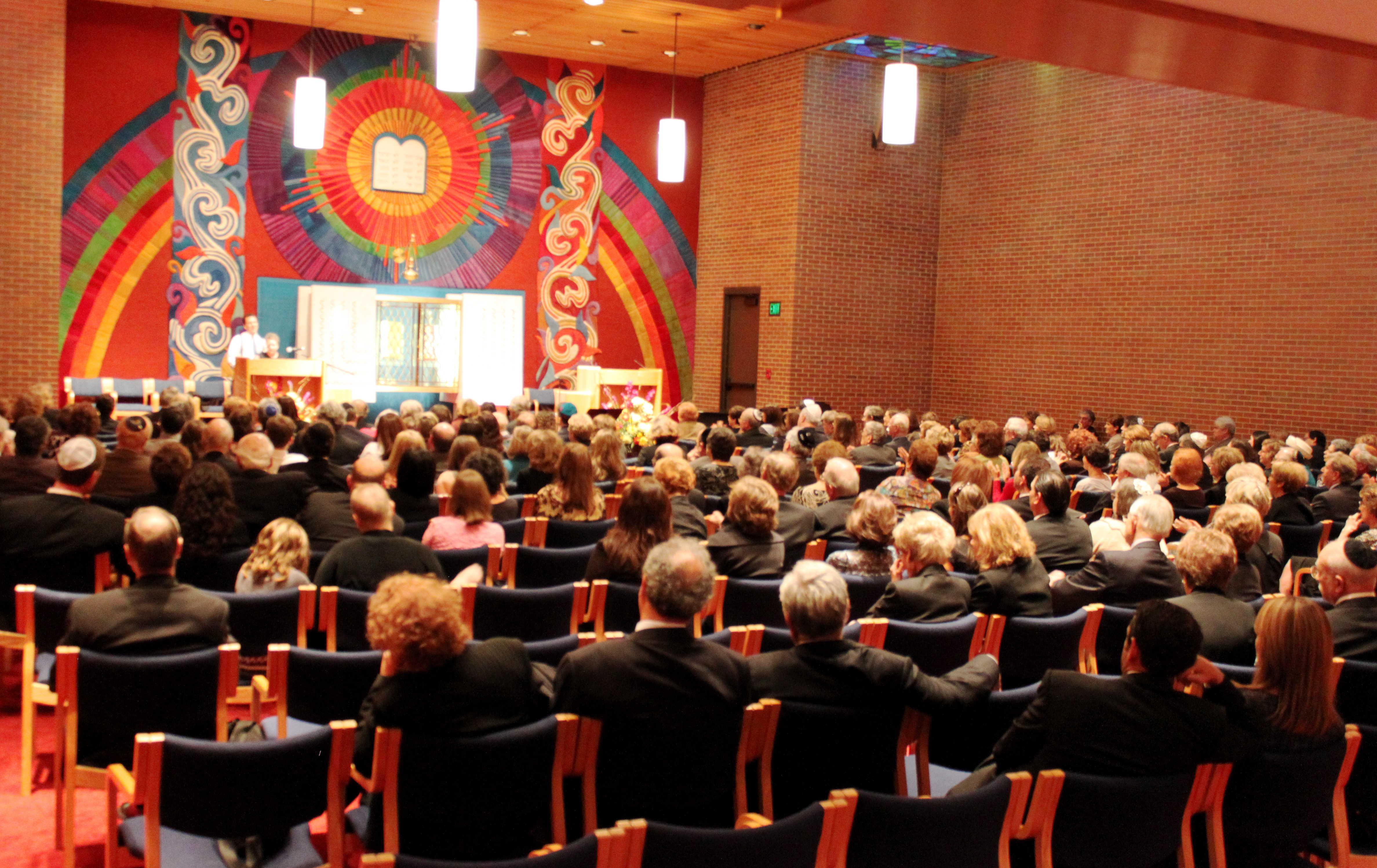
Capilla, edificio de East Massey Road

Durante el mandato de Danziger, los rabinos asistentes incluyeron a Alan Greenbaum (1977–1981), Harry Rosenfeld (1981–1984), Constance Abramson Golden —la primera rabina de Temple Israel— (1984–1986) y Marc Belgrad (1986–1991). Micah D. Greenstein, hijo del rabino Howard Greenstein, sucedió a Belgrad como rabino asistente en 1991, y posteriormente fue promovido a rabino asociado. Graduado por la Universidad de Cornell y la Escuela Harvard Kennedy, fue ordenado por el HUC. Cuando se retiró Danziger en 2000, se convirtió en rabino mayor. Defensor de la justicia social, trató de convencer a la Comisión del Condado de Shelby de que aprobara una ley que prohíbiese la discriminación contra las personas LGBT, y ha utilizado la Biblia para presentar argumentos contrarios a quienes apoyan la discriminación basada en versículos bíblicos. Ha servido dos veces como presidente de la Asociación de Ministros de Memphis, y se sienta en las juntas de varias organizaciones locales sin fines de lucro.
Valerie Cohen se unió como rabino asistente en 1999 y sirvió hasta 2003, antes de convertirse en rabino de la Beth Israel Congregation de Jackson, Misisipi. Adam B. Grossman, graduado de las universidades de Ohio State y Xavier, y ordenado en HUC, se unió como rabino asistente en junio de 2008. Anteriormente había trabajado como pasante rabínico en el Temple Israel de Dayton, Ohio. Katie M. Bauman, graduada de la Universidad Washington en San Luis y ordenada en HUC, se unió como rabino asistente en julio de 2009. Anteriormente había desempeñado roles rabínicos en Natchez, Misisipi y Marion, Ohio, como cantor en Cincinnati, el Rockdale Temple de Ohio, y en 2003–2004, como Artista y Educadora en la Residencia de Temple Israel.
Temple Israel experimentó fluctuaciones modestas en la membresía durante los años 1990 y 2000, y aproximadamente la mitad de los judíos que asistieron a los servicios en Memphis lo hicieron allí. En 1995, la membresía era de más de 1700 unidades familiares, y en 2004, había alcanzado las 1800, y la escuela religiosa tenía 800 estudiantes. Para 2008, la escuela (rebautizada como la Escuela Religiosa Wendy y Avron Fogelman) tenía 500 estudiantes, y en 2010 la membresía había caído a menos de 1600 familias. Siguió siendo, sin embargo, la única sinagoga de Reforma en Memphis, la sinagoga más grande y más antigua de Tennessee, y una de las sinagogas de Reforma más grandes en los Estados Unidos. A 2015, Micah Greenstein es el rabino mayor, con Katie Bauman como rabino asociado, Harry Danziger como rabino emérito y John Kaplan como cantor emérito.